# Cantone di Mayenne
Il Cantone di Mayenne è una divisione amministrativa dell'Arrondissement di Laval.
È stato costituito a seguito della riforma approvata con decreto del 21 febbraio 2014, che ha avuto attuazione dopo le elezioni dipartimentali del 2015.

## Composizione
Comprende gli 8 comuni di:
- Alexain
- Contest
- Mayenne
- Parigné-sur-Braye
- Placé
- Saint-Baudelle
- Saint-Georges-Buttavent
- Saint-Germain-d'Anxure